# Бойл, Рут-Энн
Рут-Энн Бойл (англ. Ruth-Ann Boyle, род. 26 апреля, 1970, Сандерленд, Англия). Известна широкой публике стала в 1990 году. С продюсерами Tim Kellett и Robin Taylor-Firth она сформировала британскую группу Olive.
В 1999 году Рут-Энн исполнила вокальные партии в песнях «Gravity of Love» и «Silence Must Be Heard» проекта Enigma в альбоме The Screen Behind the Mirror. В 2003 году Мишель Крету пригласил её спеть в его новом альбоме Voyageur.
Первый сольный альбом «What About Us?», спродюсированный Мишелем Крету, вышел в 2007 году только в цифровом виде на iTunes в июне 2007 года из-за отсутствия необходимой поддержки проекта и координации для выпуска физических копий альбома.

## Биография
Под влиянием таких певиц, как Рики Ли Джонс и Джони Митчелл, Рут-Энн присоединилась к различным группам в возрасте 17-19 лет, но это оказалось неприятным опытом («фолк-группы, Рики Ли Джонс и тому подобное, вся эта тоска»). В промежутке она работала на сборочных линиях на заводах, а затем устроилась управляющей пабом в Шеффилде. Тем временем она также записывала вокальные семплы для The Durutti Column, манчестерского музыкального проекта, возглавляемого Вини Рейли.
Однако Бойл уже подумывала о карьере медсестры, когда Келлетт, услышавший вокальные пробы, предварительно записанные на клавиатуру во время концерта с The Durutti Column, обратился к ней с предложением спеть в группе, которую он создал вместе с Тейлор-Фиртом. После прослушивания Бойл нашла в группе идеальный вариант музыкального сотрудничества. Olive выпустила два альбома с момента своего основания в 1995 по 2000 год, после чего группа прекратила совместную работу.
Во время производства второго альбома Olive под лейблом Мадонны Maverick и под названием Trickle, Бойл познакомилась с Мишелем Крету, который услышал одну из её песен (Miracle) на Ибице и пригласил её принять участие в своём четвёртом концептуальном альбоме The Screen Behind the Mirror (1999). Бойл исполнила вокальные партии на двух треках альбома, один из которых был выпущен в качестве лид-сингла под названием «Gravity of Love», а позже выступила приглашённой вокалисткой на более коммерческом поп-ориентированном альбоме Voyageur на треках «Boum-boum» и «Following the Sun» в конце 2003 года.
Благодаря успешному сотрудничеству они выпустили сольный дебютный альбом, спродюсированный в A.R.T. Studios на Ибице в конце 2004 года. Альбом «What about Us?» после многочисленных задержек выпустили в цифровом виде на iTunes в июне 2007 года.

## Дискография

### Альбомы

#### В составе Olive
- Extra Virgin (1997)
- Trickle (2000)

#### Соло
- What About Us? (2007)

### Совместные исполнения

#### The Durutti Column
- Sex and Death (1994)
  - «The Rest of My Life»
  - «Believe in Me»
  - «Where I Should Be»

#### Grand Theft Audio
- Hold Back the Night (1999)
  - «Sleep Tonight»
  - «To Be with You» / «Mind and Body» (с Sara Jay)

#### Enigma
- The Screen Behind the Mirror (1999)
  - «Gravity of Love»
  - «Silence Must Be Heard»
- Voyageur (2003)
  - «Boum-boum» (вместе с Эндрю Дональдсом)
  - «Following the Sun»
- Seven Lives Many Faces (2008)
  - «Touchness»
  - «Fata Morgana»
  - «We Are Nature»

#### Kojak
- Every Room on Every Floor (2003)
  - «Tell Me» (as Olive)
  - «You Can’t Live Without Me» (as herself)